# Dinastia espartòcida
La dinastia espartòcida (en grec antic: Σπαρτοκίδαι) va ser una nissaga del Regne del Bòsfor de suposat origen traci, o potser escita o meota o fins i tot potser grega, establerta al poder aproximadament l'any 438 aC en substitució de la primera dinastia dels arcanàctides. La seva història és poc coneguda. Va tenir una vintena de reis, entre els quals els noms més repetits són Espàrtoc (pel fundador Espàrtoc I), Parisades i Sàtir.
Els espartòcides van constituir un regne a partir de la ciutat de Panticapea, i van annexionar-se ciutats gregues properes situades a la costa, com Teodòsia, Gorgípia i Fanagòria, i van arribar fins a les ribes del riu Don, vora els regnes escites. Als segles V i IV aC, mantenien relacions comercials amb Atenes, a la que subministraven blat, cuir, peix sec i esclaus, i alguns dels seus ciutadans van adquirir la ciutadania atenenca. A la part final del segle ii aC el rei escita Saumac va angoixar als sobirans amb les seves exigències de tribut. Com que el Regne del Bòsfor no va poder satisfer el que se li demanava, cap a l'any 108 aC Sàumac es va apoderar del país, posant fi a la dinastia espartòcida. El rei Parisades V llavors va cedir la sobirania a Mitridates VI Eupator del regne del Pont, que va enviar una expedició que va eliminar a Sàumac (vers 107 aC) i va obrir la dinastia Mitridàtica del Bòsfor.